# Aldy-Bel-Kultur
| Prähistorische Kulturen Russlands |                         |
| Mittelsteinzeit                   |                         |
| Kunda-Kultur                      | 7400–6000 v. Chr.       |
| Jungsteinzeit                     |                         |
| Bug-Dnister-Kultur                | 6500–5000 v. Chr.       |
| Dnjepr-Donez-Kultur               | 5500–4000 v. Chr.       |
| Sredny-Stog-Kultur                | 4500–3500 v. Chr.       |
| Jekaterininka-Kultur              | 4300–3700 v. Chr.       |
| Kammkeramische Kultur             | 4200–2000 v. Chr.       |
| Fatjanowo-Kultur                  | um 2500 v. Chr.         |
| Kupfersteinzeit                   |                         |
| Nordkaspische Kultur              |                         |
| Kurgankultur                      | 5000–3000 v. Chr.       |
| Samara-Kultur                     | um 5000 v. Chr.         |
| Chwalynsk-Kultur                  | 5000–4500 v. Chr.       |
| Botai-Kultur                      | 3700–3100 v. Chr.       |
| Jamnaja-Kultur                    | 3600–2300 v. Chr.       |
| Afanassjewo-Kultur                | 3500–2500 v. Chr.       |
| Ussatowe-Kultur                   | 3300–3200 v. Chr.       |
| Glaskowo-Kultur                   | 3200–2400 v. Chr.       |
| Bronzezeit                        |                         |
| Poltavka-Kultur                   | 2700–2100 v. Chr.       |
| Potapovka-Kultur                  | 2500–2000 v. Chr.       |
| Katakombengrab-Kultur             | 2500–2000 v. Chr.       |
| Abaschewo-Kultur                  | 2500–1800 v. Chr.       |
| Sintaschta-Kultur                 | 2100–1800 v. Chr.       |
| Okunew-Kultur                     | um 2000 v. Chr.         |
| Samus-Kultur                      | um 2000 v. Chr.         |
| Andronowo-Kultur                  | 2000–1200 v. Chr.       |
| Susgun-Kultur                     | um 1700 v. Chr.         |
| Srubna-Kultur                     | 1600–1200 v. Chr.       |
| Kolchis-Kultur                    | 1700–600 v. Chr.        |
| Begasy-Dandybai-Kultur            | um 1300 v. Chr.         |
| Karassuk-Kultur                   | um 1200 v. Chr.         |
| Ust-Mil-Kultur                    | um 1200–500 v. Chr.     |
| Koban-Kultur                      | 1200–400 v. Chr.        |
| Irmen-Kultur                      | 1200–400 v. Chr.        |
| Spätirmen-Kultur                  | um 1000 v. Chr.         |
| Plattengrabkultur                 | um 1300–300 v. Chr.     |
| Aldy-Bel-Kultur                   | 900–700 v. Chr.         |
| Eisenzeit                         |                         |
| Baitowo-Kultur                    |                         |
| Tagar-Kultur                      | 900–300 v. Chr.         |
| Nosilowo-Gruppe                   | 900–600 v. Chr.         |
| Ananino-Kultur                    | 800–300 v. Chr.         |
| Tasmola-Kultur                    | 700–300 v. Chr.         |
| Gorochowo-Kultur                  | 600–200 v. Chr.         |
| Sagly-Baschi-Kultur               | 500–300 v. Chr.         |
| Jessik-Beschsatyr-Kultur          | 500–300 v. Chr.         |
| Pasyryk-Stufe                     | 500–300 v. Chr.         |
| Sargat-Kultur                     | 500 v. Chr.–400 n. Chr. |
| Kulaika-Kultur                    | 400 v. Chr.–400 n. Chr. |
| Tes-Stufe                         | 300 v. Chr.–100 n. Chr. |
| Schurmak-Kultur                   | 200 v. Chr.–200 n. Chr. |
| Taschtyk-Kultur                   | 100–600 n. Chr.         |
| Tschernjachow-Kultur              | 200–500 n. Chr.         |

Die Aldy-Bel-Kultur war vom 9. bis 7. vorchristlichen Jahrhundert in Tuwa im südlichen Sibirien verbreitet. Sie wird meist in zwei Stufen aufgeteilt, die nach Ansicht einiger Wissenschaftler selbstständige Kulturen bilden. Sämtliche Funde der Aldy-Bel-Kultur stammen aus Kurganen; es sind bislang keine Siedlungsspuren bekannt. Es kann jedoch davon ausgegangen werden, dass ihre Träger Viehzüchter und Reiternomaden waren.

## Arschan-Stufe
Herausragendster Fundkomplex der älteren Arschan-Stufe ist der Kurgan 1 bei Arschan am Ujuk-Fluss. Er bestand aus einem großen Steinhügel, unter dem über 70 kreisförmig um die zentrale Kammer angeordnete Holzkammern lagen. Sie enthielten teilweise Pferdebestattungen. Um die zentrale Grabkammer herum befanden sich acht Baumsärge sowie weitere Pferdeskelette. Sowohl die bestatteten Menschen als auch die Pferde lagen in den allermeisten Fällen auf der linken Seite. Die Zentralkammer selbst war zum Zeitpunkt der Ausgrabung bereits ausgeraubt, es fanden sich jedoch Reste einer ehemals sehr reichen Ausstattung.

## Aldy-Bel-Stufe/Ust-Chemtschik-Stufe
Unter den Kurganen der folgenden Ust-Chemtschik- oder Aldy-Bel-Stufe ragt Kurgan 2 aus Arschan besonders hervor. Wie bei Arschan 1 handelt es sich um einen großen Steinkurgan. In seiner Umgebung befanden sich mehrere Steinkreise, an denen Reste von Brandopfern gefunden wurden. Der Kurgan selbst enthielt zahlreiche Bestattungen, wobei zwei Kammern besonders herausragen: In Grab 2 wurden ein Sattel sowie Pferdeschmuck begraben, von einem begrabenen Pferd fanden sich hingegen keine Spuren. Grab 5 war die eigentliche Hauptbestattung. Es bestand aus zwei ineinander gestellten Holzkammern, die innen mit rotem und schwarzem Filz ausgeschlagen waren. Auf dem Boden lagen die Skelette eines Mannes sowie einer Frau; beide waren prunkvoll geschmückt. Insgesamt enthielt die Zentralkammer über 9300 Objekte, darunter allein fast 6000 Goldobjekte. Die Kunstwerke der Aldy-Bel-Stufe zeigen bereits deutliche Merkmale des skythischen Tierstils.
Auf die Aldy-Bel-Kultur folgte offenbar in einem kontinuierlichen Übergang die Sagly-Baschi-Kultur.